# 因克盧任山
77°15′S 166°26′E / 77.250°S 166.433°E
因克盧任山是南極洲的山峰，位於羅斯島，處於伯德山西坡，海拔高度335米，由新西蘭的探險隊命名，現時由南極條約體系管理。